# Bazylika św. Jerzego Męczennika i Sanktuarium Męki Pańskiej w Ziębicach
Bazylika św. Jerzego Męczennika i Sanktuarium Męki Pańskiej – kościół parafialny w Ziębicach należący do dekanatu Ziębice archidiecezji wrocławskiej. Od 2008 bazylika mniejsza. Od 2024 uznana za pomnik historii.

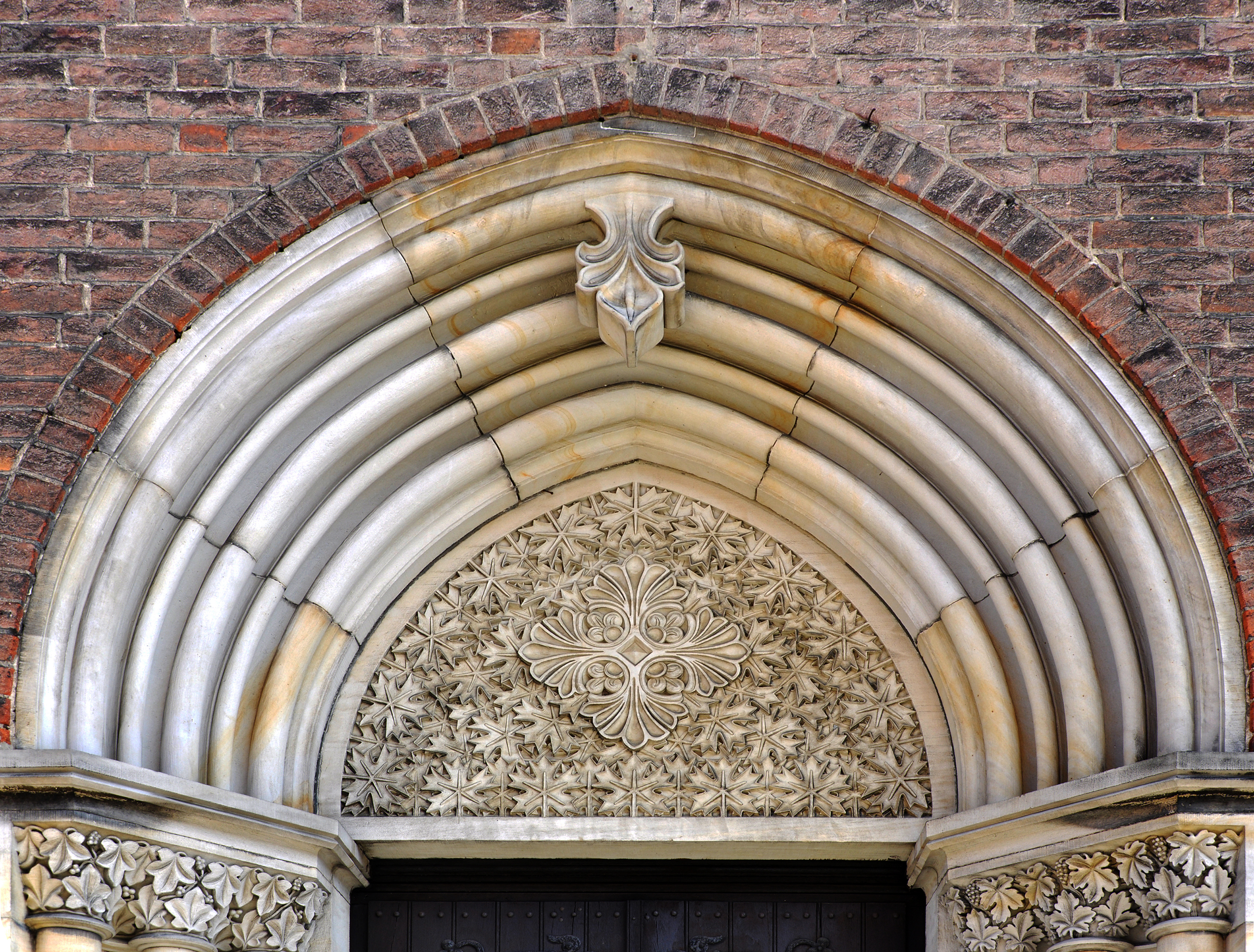
Portal romańsko-gotycki

Kościół dwunawowy wybudowany w XIII wieku o dwóch romańsko-gotyckich, uskokowych portalach. Prezbiterium zostało wybudowane w XVI wieku, a kaplica Mariacka pochodzi z XV wieku. W kościele znajdują się cenne średniowieczne ołtarze.

## Historia
W 1270 wybudowano zachodni korpus (podczas renowacji przeprowadzonej w latach 1898–1900, w miejscu obecnego prezbiterium z II poł. XIV w. natrafiono na fragmenty romańskiej budowli z drugiej ćwierci XIII w.). W XIV w. od południa dobudowano zakrystię, którą w późniejszych latach przebudowano na kaplicę św. Jerzego. W latach 1420–1423 z fundacji księcia Jana ziębickiego dobudowano od północy kaplicę Mariacką. W drugiej połowie XV w. wybudowano gotycką wieżę wolno stojącej dzwonnicy. Główny, trzynastowieczny, północny portal jest ostrołukowy, bogato rzeźbiony. Podobny portal południowy powstał na przełomie XIX i XX w.

## Wystrój
Na filarze chóru zawieszony jest drewniany krucyfiks z XV w. W kaplicy Mariackiej polichromowana rzeźba Matki Boskiej z Dzieciątkiem z XV w. przeniesiona z dawnego kościoła franciszkanów. W prezbiterium obok ołtarza gotyckie sakramentarium z drugiej połowy XV w. Na ścianach prezbiterium i w innych partiach ścian świątyni freski z XV w. (Biblia Pauperum), odnowione w 1900. Oryginalne zachowane są za ołtarzem głównym i przedstawiają sceny z Pasji. Na wschodniej stronie nawy głównej polichromia z 1530 ze scenami Pasji Chrystusa (Mycie Nóg Ubogim, Ostatnia Wieczerza, Uwięzienie, Sąd przed Piłatem). W nawie północnej zachowane zostały fragmenty dawnego, gotyckiego ołtarza z pocz. XVI w., pochodzącego z kaplicy Mariackiej z płaskorzeźbami Zwiastowania, Bożego Narodzenia, Pokłonu Trzech Króli i Wniebowzięcia. W zamknięciu nawy południowej znajdują się: późnogotycki ołtarz z 1615 z polichromią przedstawiającą sceny z Pasji, renesansowe, malowane na desce epitafium ks. Karola I Podiebradowicza z 1542, manierystyczna, kamienna ambona z ok. 1595 podtrzymywana postaciami Mojżesza i aniołów, dekorowana płaskorzeźbami Ewangelistów i Apostołów. Pod chórem sześć płaskorzeźbionych nagrobków szlacheckich z poł. XVI w., pozostałe w ścianie południowej, północnej kruchcie i na klatce schodowej.
Ołtarz główny w stylu barokowym z 1703 z przedstawieniem Chrystusa na Górze Oliwnej, wykonany przez A. Joerga z Kamieńca Ząbkowickiego dla Barda, sprzedany do Ziębic w 1715, bogato dekorowany rzeźbami świętych i aniołów. Razem z ołtarzem przeniesiono z Barda obrazy Michaela Willmanna. W nawach bocznych wczesnorokokowe ołtarze Trójcy Świętej i Ukrzyżowania, z 1740. W ołtarzu Ukrzyżowania umieszczono gotycką rzeźbę Madonny z Aniołami z drugiej połowy XV w. W nawie głównej i bocznej liczne rzeźby barokowe i rokokowe, w tym barokowa rzeźba Matki Boskiej z Dzieciątkiem z pierwszej połowy XVIII w.